# كفرعيما
كفرعيما أو كفرعما من قرى جبل عامل القديمة التي اندثرت.
وهي قرية صغيرة بالقرب من جبشيت، لم يعد لها أثر على الإطلاق سوى بعض معالم جامعها القديم.
فيها ولد الشيخ الكفعمي، ودفن فيها، وقد عثر على قبره بالصدفة أثناء حراثة الأرض من قبل الفلاحين.
وبعدها تم إعادة إعمار قبره وأصبح مقصدا للناس.